# Cementerio de Pianos
Cementerio pianos es la cuarta novela de José Luís Peixoto fue lanzada en Portugal en octubre de 2007. Se basa en la historia real del atleta Francisco Lázaro.
El autor admite que esta es su obra más feliz (a pesar del título), y evoca la trascendencia como el tema principal del libro.

## Trama
Los narradores son padre e hijo, y esta sucede en tiempos diferentes, que se superponen a veces. Desvelan la historia de la familia. Hablan de la muerte, no para indicar el fin, sino la renovación, el eslabón entre las generaciones y la continuación: el padre - relación entre dos Franciscos, iguales en el nombre y en el destino, y otro progenitor - nace el día de la muerte de ese primer Lázaro; el hijo, nieto de su homónimo, muere el día en que su mujer da a luz.
La obra representa una familia de Benfica (Lisboa) y se dirige a la muerte como no sólo al final, sino también la continuidad a través del legado vivo. La muerte como destino irremediable de la vida y nueva vida después de la muerte. Un ciclo que se repite ininterrumpidamente.
Relata tanto el lado negro como luminoso de los vínculos entre familiares cuyas algunas de las vivencias más importantes se suceden en un espacio de un taller llamado cementerio de pianos que alberga pianos "muertos" cuyas piezas van a dar vida a nuevos pianos.
El corredor de maratón portugués Francisco Lázaro fue la inspiración para el personaje principal de esta novela, que comparte su nombre y parte de su historia.

## Traducciones
- España- Cementerio de Pianos. trad. Carlos Acevedo. El Aleph. 2007
- Francia- Le Cimetière de Pianos. trad. François Rosso. Grasset. 2008/ Le Cimetière de Pianos. trad. François Rosso. Collection Folio/Gallimard(2009)
- Reino Unido- "The Piano Cemetery". trad. Daniel Hahn, Bloomsbury, 2010

Con ediciones también en Grecia, en Israel, en Brasil, etc.